# 光叶东北茶藨子
光叶东北茶藨子（学名：Ribes mandshuricum var. subglabrum）为虎耳草科茶藨子属下的一个变种。主要分佈於中國大陸黑龙江尚志、吉林汪清、安图、长白山、和龙、蛟河、临江、辽宁桓仁、河北承德、兴隆、崇礼、涞水、易县、阜平、正定、内丘、小五台山、雾灵山、西灵山、山西沁县、介休、翼城、阳城、山东昆嵛山、河南卢氏、嵩县以及朝鲜。

## 扩展阅读
- 維基物種上的相關：光叶东北茶藨子